# Elisa Petri
Elisa Petri (Fabriano, Italia 13 de marzo de 1869 - Milán, 11 de julio de 1929) fue una soprano italiana que interpretó a muchas de las protagonistas de las óperas del siglo XIX.

## Biografía
Estudió con Virginia Boccabadati en el Liceo Rossini en Pesaro. Luego tomó clases de canto con Giuseppina Vitali-Augusti.
Tuvo su debut en noviembre de 1889 en el Teatro Costanzi en Roma interpretando el papel de Rafaela en la premiere  Patrie de Émile Paladilhe.
Tuvo actuaciones en varios teatros de Europa y de América Latina. En España especialmente en el Teatro Real (Madrid) de Madrid y el Teatro Liceo de Barcelona; en Italia actuó en el Teatro Carlo Felice en Génova y en La Scala de Milán.
Realizó también presentaciones en grandes teatros de Sudamérica como Teatro de la Opera en Buenos Aires y en el Teatro Solis de Montevideo. 
Algunos de los personajes que interpretó en operas fueron: Walkiria (1895), en 1896 fue Mimi en la premier La Bohème de Puccini, en 1911 fue Amneris en Aida y fue Laura en La Gioconda (ópera) de Amilcare Ponchielli. 
En 1892 fue Marguerite en La condenación de Fausto de Héctor Berlioz y en 1907 interpretó a Brangäne en Tristán e Isolda. 
En mayo de 1897 tuvo una participación en Falstaff (Verdi) en la inauguración del Teatro Massimo en Palermo, Italia. 
En muchas de las obras compartió escenario con Ferruccio Corradetti con quien realizaban pasajes de obras en tono de comedia e improvisación que gustaba mucho al público asistente.
Fue profesora de canto durante muchos años.